# Dr. Gar el Hamas Flugt
Dr. Gar el Hamas Flugt er en dansk stum kriminalfilm fra 1912 produceret af Nordisk Films Kompagni og instrueret af Eduard Schnedler-Sørensen efter manuskript af Alfred Kjerulf. Filmen er den anden Gar el Hama-film med Aage Hertel i titelrollen som den orientalske giftblander og skurk Dr. Gar el Hamas.
Filmen havde dansk premiere den 16. september 1912 i Panoptikon Teatret. Filmen blev i tysktalende lande distribueret som Dr. Gar el Hamas Flucht, i engelsktalende lande som Dr. Gar el Hama og i fransktalende lande som Le docteur Gar el Ama.

## Handling
Anden del i serien om den orientalske giftblander og forbryder begynder, hvor første del slap. Gar el Hama, der undslap politiet ved at springe ud fra et lokomotiv i fuld fart, findes af nogle tilfældige banearbejdere i grøftekanten og køres til banebestyrerens bolig. Dr. Watson kommer for at tilse den anonyme herre, og opdager desværre for sent, hvem patienten er. Gar el Hama har mærket lægens mistanke og formår atter engang at undslippe lovens lange arm. Nu starter en hæsblæsende jagt, der går via jernbaneskinner, gennem underjordiske kældre og storbyens krinkelkroge. Vil det lykkes Watson og hans hold at fange den notoriske forbryder?

## Medvirkende
- Aage Hertel - Dr. Gar el Hama
- Robert Schyberg - Dr. Watson, læge og privatdetektiv
- Christian Schrøder
- Lauritz Olsen - Tjener
- Carl Lauritzen - Politiinspektør
- Franz Skondrup
- Ella Sprange
- Amanda Lund